# Casa de Campo (Spanje)
Casa de Campo is een gebied van meer dan 17 km² ten zuidwesten van het centrum van de Spaanse hoofdstad Madrid. Het gebied bestaat uit een publiek park (woeste vlakte) met daarin onder andere het meer Lago de la Casa de Campo, attractiepark Parque de Atracciones de Madrid en dierentuin Zoo Aquarium Madrid. 
Ten zuiden van het park loopt metrolijn 10. Het meer, het attractiepark en de dierentuin zijn elk vanaf een ander station goed te bereiken met de metro. 